# Bùi Mạnh Cường
Bùi Mạnh Cường là một chính trị gia người Việt Nam. Ông hiện là Phó Viện trưởng Viện kiểm sát nhân dân tối cao Việt Nam. Ông từng là Viện trưởng Viện kiểm sát nhân dân tỉnh Đắk Lắk.

## Tiểu sử
Bùi Mạnh Cường là đảng viên Đảng Cộng sản Việt Nam.
Năm 2008, ông là Viện trưởng Viện kiểm sát nhân dân tỉnh Đắk Lắk.
Ngày 4 tháng 4 năm 2012, tại Phủ Chủ tịch, Chủ tịch nước Trương Tấn Sang đã trao cho ông Quyết định số 403/QĐ-CTN bổ nhiệm ông giữ chức vụ Phó Viện trưởng Viện kiểm sát nhân dân tối cao. Lúc này ông đang là Ủy viên Ủy ban kiểm sát, Vụ trưởng Vụ tổ chức cán bộ Viện kiểm sát nhân dân tối cao.
Từ ngày 23 tháng 4 năm 2012, ông được giao nhiệm vụ giúp Viện trưởng phụ trách Đại diện Viện kiểm sát nhân dân tối cao tại Thành phố Hồ Chí Minh và Phân hiệu Trường đào tạo và bồi dưỡng nghiệp vụ kiểm sát tại thành phố Hồ Chí Minh; Phụ trách công tác Thực hành quyền công tố và kiểm sát xét xử phúc thẩm (Viện Thực hành quyền công tố và kiểm sát xét xử phúc thẩm tại thành phố Đà Nẵng, Viện Thực hành quyền công tố và kiểm sát xét xử phúc thẩm tại thành phố Hồ Chí Minh); công tác kế hoạch, tài chính ngành Kiểm sát (Vụ 11); giúp Viện trưởng Viện kiểm sát nhân dân tối cao chỉ đạo công tác xây dựng, góp ý và hướng dẫn các văn bản pháp luật về công tác thực hành quyền công tố và kiểm sát xét xử hình sự; góp ý xây dựng và hướng dẫn các văn bản pháp luật về đào tạo; về công tác kế hoạch, tài chính. Ông phụ trách Viện kiểm sát nhân dân các tỉnh miền Đông Nam Bộ và Tây Nguyên, gồm Bình Thuận, Đồng Nai, Bình Dương, Tây Ninh, Bình Phước, Bà Rịa – Vũng Tàu, Lâm Đồng, Đắk Lắk, Đắk Nông, Gia Lai và Kon Tum.
Tháng 3 năm 2019, Bùi Mạnh Cường là Phó Bí thư Ban Cán sự Đảng Cộng sản Việt Nam, Phó Viện trưởng Viện kiểm sát nhân dân tối cao.

## Tác phẩm
- Bài báo "Tư tưởng Hồ Chí Minh về ngành Kiểm sát nhân dân" của Bùi Mạnh Cường, url lưu trữ